# Meiacanthus mossambicus
Meiacanthus mossambicus är en fiskart som beskrevs av Smith, 1959. Meiacanthus mossambicus ingår i släktet Meiacanthus och familjen Blenniidae. Inga underarter finns listade i Catalogue of Life.